# Президент Южного Судана
В соответствии с Переходной Конституцией Республики Южный Судан главой государства и правительства, Главнокомандующим Народно-освободительной армией Судана и Верховным Главнокомандующим любых других регулярных войск является Президент. Избирается на 4 года всеобщим тайным голосованием. Может быть отрешён от должности в случае отставки, неспособности исполнять обязанности Президента и отрешения от должности (импичмента). В том случае, если президентское место освобождается до выборов, в течение двухнедельного срока его занимает Вице-президент. 
Президент обязан:
- охранять безопасность Южного Судана и защищать его территориальную целостность;
- контролировать деятельность конституционных и исполнительных учреждений и обеспечивать достойное лидерство в государственных делах;
- назначать конституционных и судебных должностных лиц;
- председательствовать на заседании Кабинета Министров;
- объявлять и прекращать чрезвычайное положение;
- инициировать конституционные поправки и законодательные акты, а также одобрять и подписывать законопроекты, принятые Парламентом;
- созывать, собирать, переносить и продлевать заседания Парламента;
- подтверждать смертный приговор, даровать помилование и снимать судимость и штрафы;
- назначать советников Президента;
- назначать временные комиссии и комитеты;
- устанавливать независимые учреждения и комиссии;
- присваивать награды;
- представлять на высшем уровне Правительство и народ Южного Судана;
- объявлять войну;
- представлять Государство в международных отношениях, назначать послов государства и принимать иностранных послов;
- направлять и контролировать внешнюю политику и ратифицировать договора и международные соглашения по согласованию с Парламентом;
- запрашивать мнение Верховного Суда по любым конституционным вопросам;
- отстранять от должности губернатора штата и распускать законодательное собрание штата в случае возникновения кризиса в стране, который угрожает национальной безопасности и территориальной целостности;
- назначать исполняющего обязанности губернатора, который в течение шестидесяти дней должен подготовить выборы в штате, в котором был смещен с должности губернатор либо было распущено законодательное собрание штата в соответствии с положениями настоящей Конституции, соответствующей конституции штата и закона;
- выполнять любые другие функции, которые могут быть предусмотрены законом.

## Президенты Южного Судана
| Президент             | Фото | Годы жизни | Начало правления | Конец правления | Примечания                                  |
| --------------------- | ---- | ---------- | ---------------- | --------------- | ------------------------------------------- |
| Джон Гаранг де Мабиор |      | 1945—2005  | 9 июля 2005      | 30 июля 2005    | глава администрации автономии               |
| Салва Киир            |      | род. 1951  | 11 августа 2005  | 9 июля 2011     | Исполняющий обязанности президента          |
| Салва Киир            |      | род. 1951  | 9 июля 2011      |                 | Первый президент независимого Южного Судана |